# Jagnięcy Szczyt

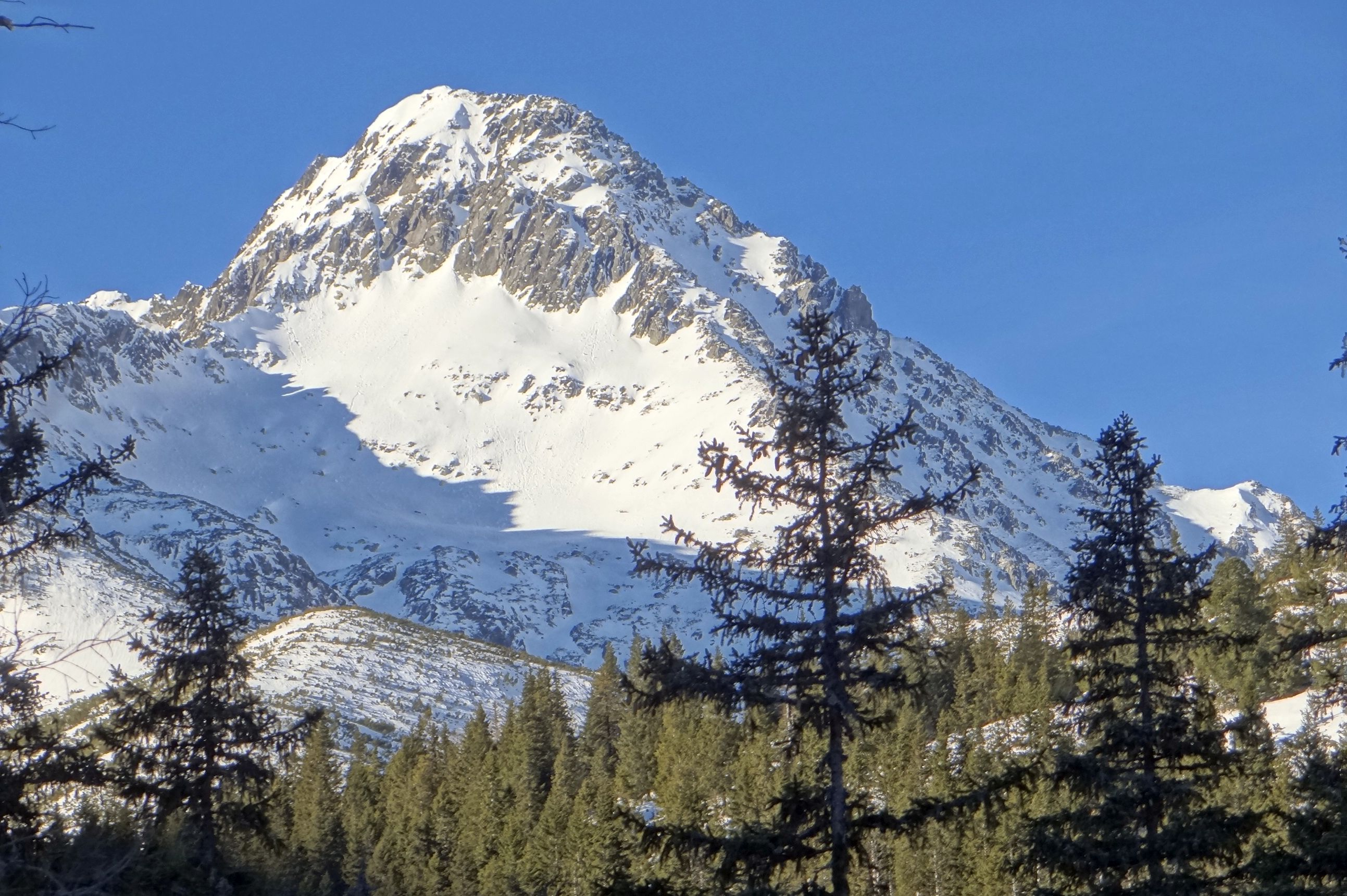
Widok z Doliny Kieżmarskiej

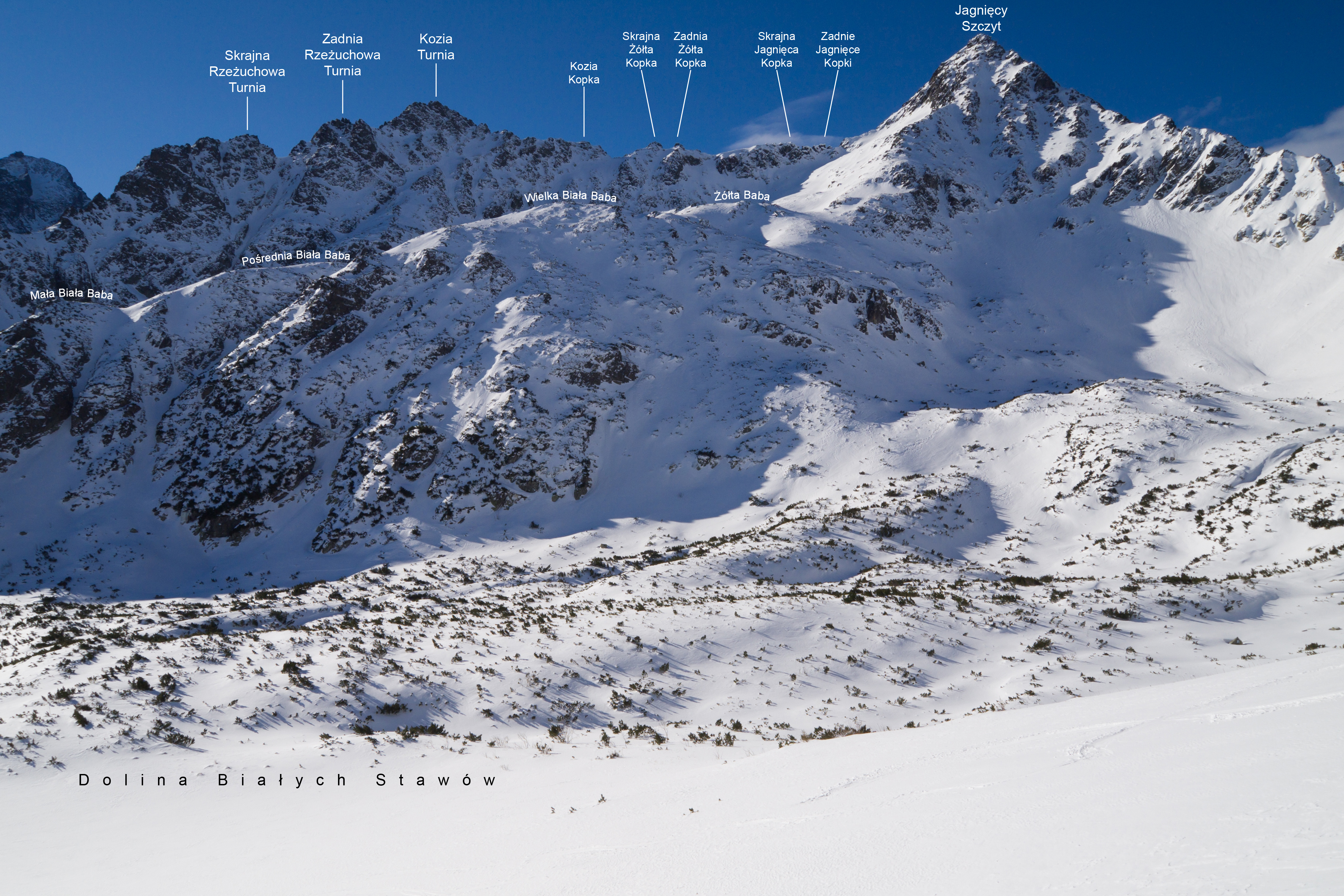
Kozia Grań z Doliny Białych Stawów

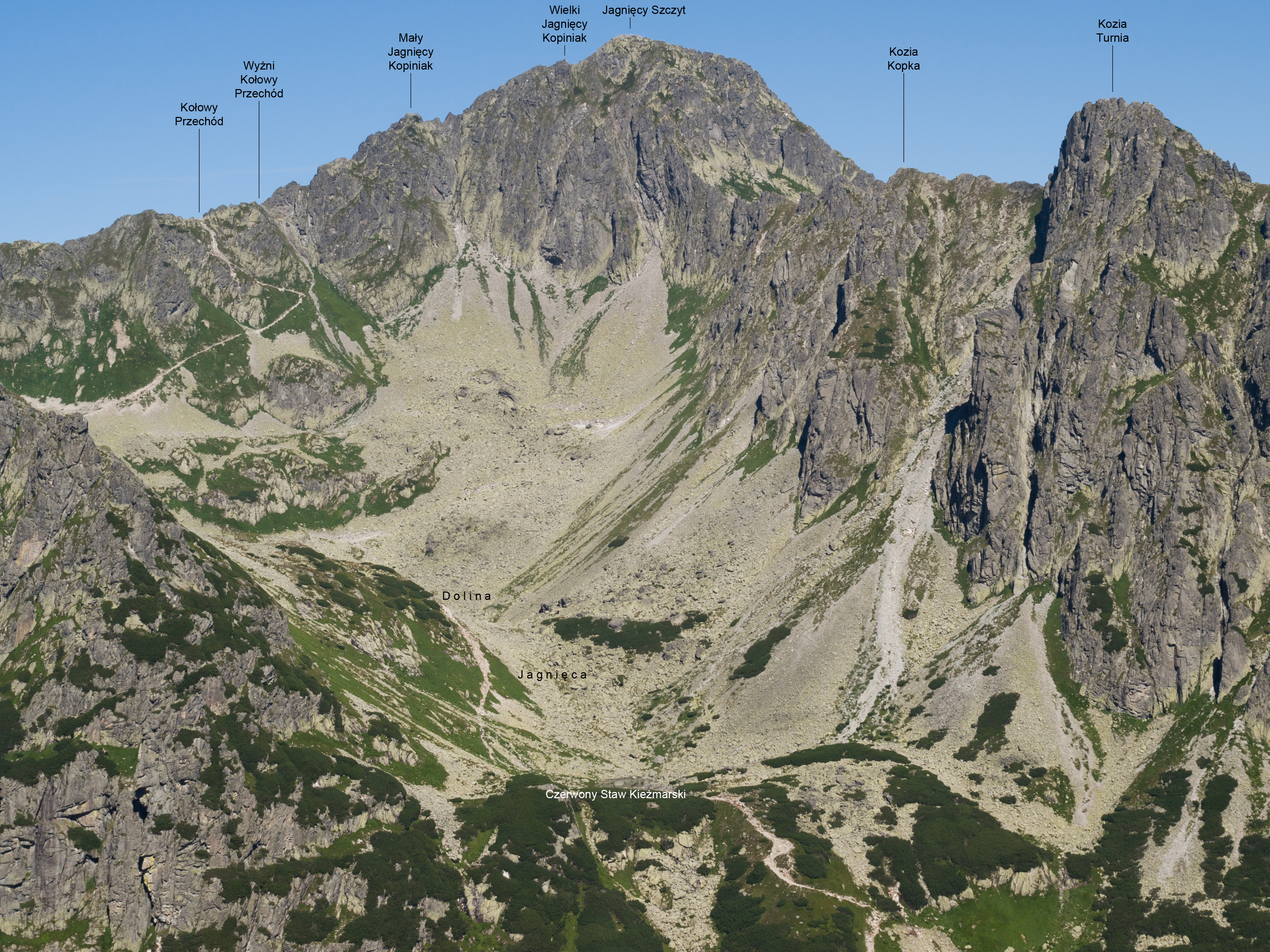
Jagnięcy Szczyt od południa – widoczne Grań Townsona i część Koziej Grani

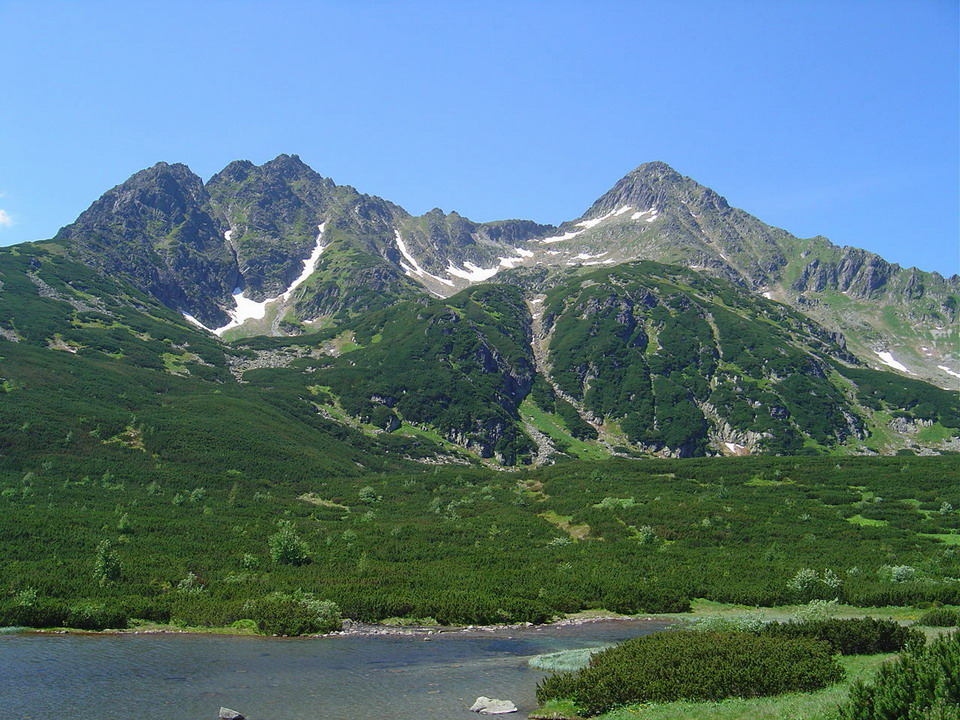
Jagnięcy Szczyt po prawej, widziany z Doliny Białych Stawów. Po lewej Kozia Turnia

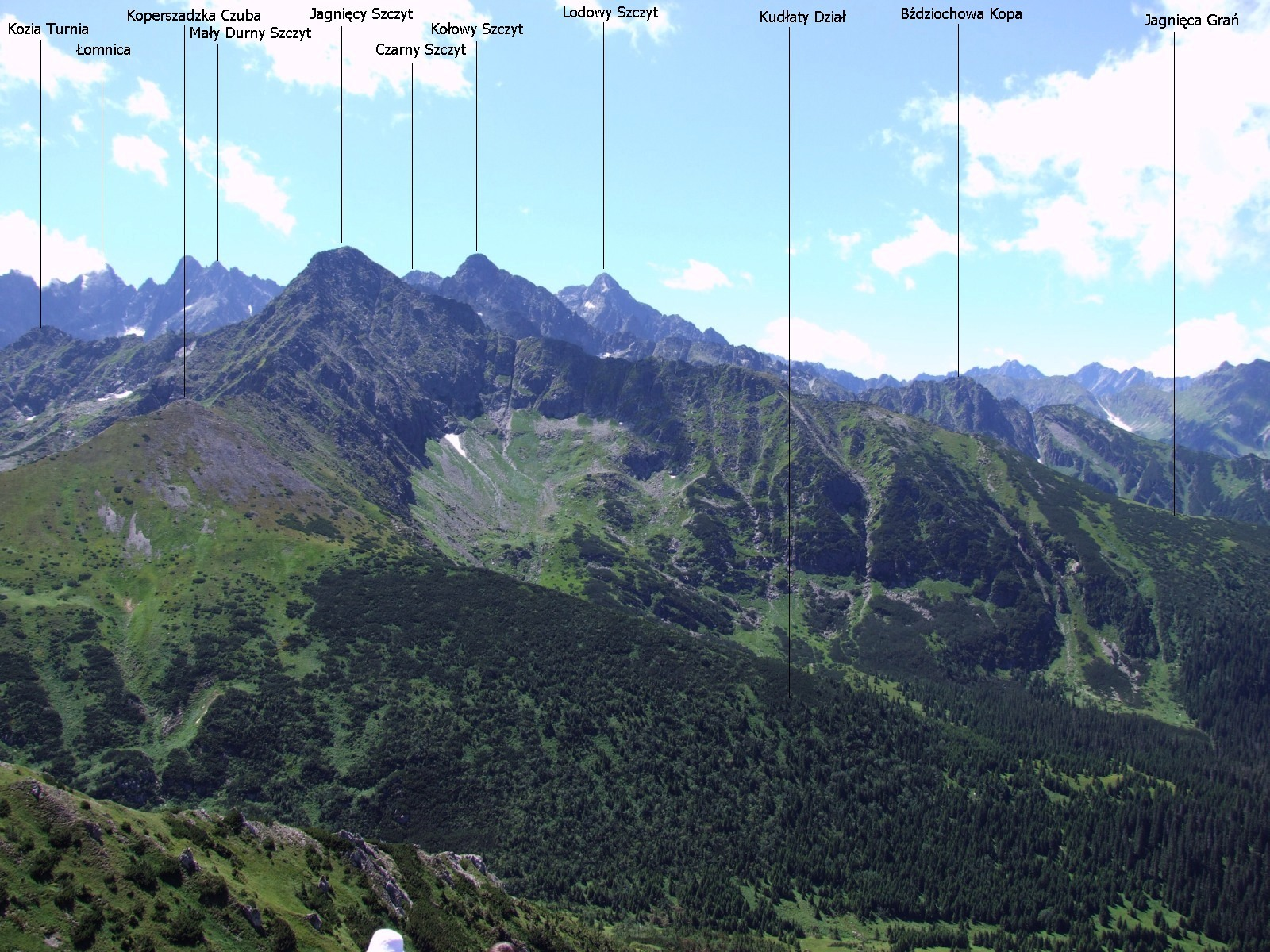
Widok z Szerokiej Przełęczy Bielskiej

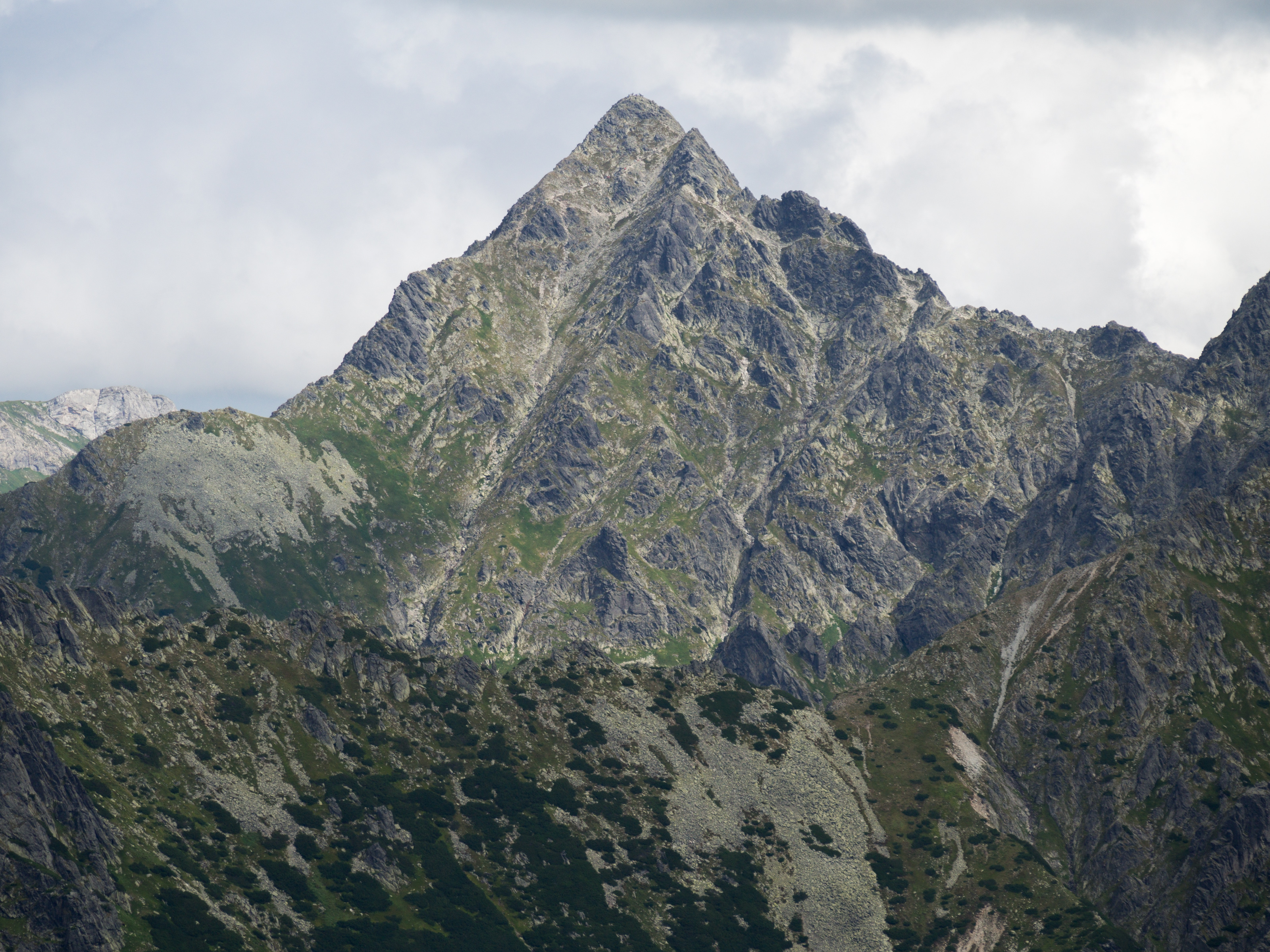
Jagnięcy Szczyt od zachodu

Jagnięcy Szczyt (słow. Jahňací štít, niem. Weißseespitze, węg. Fehér-tavi-csúcs) – szczyt o wysokości 2230 lub 2229 m położony w słowackiej części Tatr Wysokich, najbardziej na północny wschód wysunięty masyw grani głównej Tatr Wysokich (kolejny Szalony Wierch znajduje się już w Tatrach Bielskich). Ma dwa wierzchołki połączone niemal poziomą granią, z których wyższy jest południowo-zachodni.

## Topografia
Jagnięcy Szczyt jest położony pomiędzy Czerwoną Turnią w masywie Kołowego Szczytu na południowym zachodzie – rozdziela je Kołowa Przełęcz – i Szalonym Wierchem – oddziela je Przełęcz pod Kopą na granicy Tatr Wysokich i Tatr Bielskich.
Powyżej Kołowej Przełęczy w południowo-zachodniej grani Jagnięcego Szczytu, nazywanej także Granią Townsona, znajdują się kolejno:
- Kołowy Przechód (Kolový priechod),
- Wyżni Kołowy Przechód (Vyšný Kolový priechod),
- Mały Jagnięcy Kopiniak (Malý jahňací zub),
- Niżni Jagnięcy Karb (Nižný jahňací zárez),
- Wielki Jagnięcy Kopiniak (Veľký jahňací zub),
- Wyżni Jagnięcy Karb (Vyšný jahňací zárez)[1].

Z kolei grań opadająca w kierunku północno-wschodnim na Przełęcz pod Kopą nosi nazwę Koperszadzkiej Grani. Najbliższym wzniesieniem w tej grani jest Biały Kopiniak, od Jagnięcego Szczytu odgraniczony Białym Karbikiem.
Masyw Jagnięcego Szczytu góruje nad:
- Doliną Kołową na zachodzie,
- Doliną Skoruszową i Doliną Zadnich Koperszadów na północy,
- Doliną Jagnięcą na południu,
- Doliną Białych Stawów na wschodzie.

Dolina Jagnięca i Dolina Białych Stawów są odgałęzieniami Doliny Kieżmarskiej, natomiast Dolina Kołowa i Dolina Zadnich Koperszadów należą do systemu Doliny Jaworowej.
Od szczytu odchodzą dwie boczne granie:
- Jagnięca Grań (Hrebeň Jahnencov) odgałęzia się od głównego wierzchołka w kierunku północno-zachodnim i oddziela Dolinę Kołową od Doliny Skoruszowej; najbliższymi obiektami w niej są Wyżni Jagnięcy Przechód i Wielka Jagnięca Baszta,
- Kozia Grań (Kozí hrebeň) odgałęzia się od niższego wierzchołka w kierunku południowo-wschodnim, a jej najwyższym wierzchołkiem jest Kozia Turnia. Tutaj najbliższymi obiektami są Zadnia Jagnięca Szczerbina i Zadnie Jagnięce Kopki. Grań ta rozdziela Dolinę Białych Stawów od Doliny Jagnięcej[5].

Ewenementem w skali tatrzańskiej jest fakt, że wszystkie granie Jagnięcego Szczytu mają własne nazwy.
Północna ściana Jagnięcego Szczytu opada do Jagnięcego Kotła w Dolinie Skoruszowej i ma ok. 350 m wysokości. Ograniczają ją dwa żleby spadające z Pośredniego Jagnięcego Przechodu w Jagnięcej Grani i z Wyżniej Białej Przełączki w Koperszadzkiej Grani. W prawej stronie tej ściany wyróżnia się wyraźny filar, w dolnej części podcięty ścianą czołową. W górze ściany znajduje się płytki Klimkowy Żleb. Do Doliny Białych Stawów opadają z Jagnięcego Szczytu dwie ściany: łagodniejsza północno-wschodnia i bardziej stroma wschodnia. Są one od siebie oddzielone dużym filarem, zbiegającym niżej niż obie ściany. Ściana północno-wschodnia ma ok. 400 m wysokości i charakter trawiasto-skalistego zbocza, natomiast ściana wschodnia opada ok. 200 m w stronę Żółtego Stawku. Na południe do Doliny Jagnięcej spada ściana południowa osiągająca 170 m wysokości. Kolejno od prawej do lewej znajdują się w niej:
- skrajnie prawy filar,
- prawy żleb (Żleb Heftyego),
- prawy filar, rozdzielający się w dolnej części na trzy żebra,
- duże zacięcie, u dołu którego znajduje się spory trawnik,
- środkowy filar,
- środkowa rynna (Rynna Haydego),
- lewy filar z okapami w dolnej części,
- lewy żleb (Żleb Staniszewskiego),
- prawy filar południowej ściany Wielkiego Jagnięcego Kopiniaka[5].

## Geologia
Mający kształt piramidy Jagnięcy Szczyt jest pierwszym od północy masywem Tatr zbudowanym z granitów, ale w Koperszadzkiej Grani jest wychodnia najstarszych w Tatrach skał osadowych, przez Edwarda Passendorfera opisanych jako zlepieniec koperszadzki.

## Turystyka i taternictwo
Jagnięcy Szczyt jest jednym z najczęściej odwiedzanych szczytów w Tatrach. Należy do niewielu wierzchołków w słowackich Tatrach Wysokich, na które możliwe jest wejście znakowaną ścieżką. Taternicy wytyczyli w jej ścianach liczne drogi o różnych trudnościach, spośród których najwięcej znajduje się w ścianie południowej. Prowadzą nią m.in. drogi Haydego, Puškáša i Stanisławskiego.
Widok ze szczytu jest bardzo rozległy i według Świerza i Chmielowskiego odznacza się „niepospolitą różnorodnością motywów”. Samuel Weber podawał, że można stąd zobaczyć 16 stawów. Szczególnie alpejski krajobraz prezentują stąd szczyty pobliskiej grupa Łomnicy, a wśród nich Mały Kieżmarski Szczyt opadający do Doliny Zielonej Kieżmarskiej potężnymi ścianami 900-metrowej wysokości.

## Historia
Dolna część stoków Jagnięcego Szczytu była dawniej wypasana. Nazwa Jagnięce lub Hala Jagnięca odnosiła się pierwotnie właśnie do dolnych fragmentów Jagnięcej Grani i wiązała się z wypasem jagniąt, a od niej powstała nazwa szczytu. Używano dawniej też formy Jagnięcy Wierch. Masyw nosił także inne nazwy, np. Szczyt Białego Jeziora (Štít Bieleho plesa), Białostawiański Szczyt, Biała Turnia (Bielý štít). Na panoramach Georga Buchholtza i Istvána Berzeviczyego (1717–1719) pojawiły się nazwy słowackie Lastovica, Lastovicza i niemieckie Schwalbenberg (Szczyt Jaskółczy). Obecna nazwa została ustalona około 1880 r.
Przez wierzchołek Jagnięcego Szczytu przebiegała granica pomiędzy dobrami jaworzyńskimi a własnością „chotarów” z Kieżmarku i Białej Spiskiej (w latach 1412–1769 tereny te należały do Polski). Do końca XIX wieku stał na szczycie kopiec graniczny.
Pierwsze odnotowane wejście: Robert Townson i spiski przewodnik Hans Gross – 9 sierpnia 1793 r. Jednak wcześniej na szczycie bywali pasterze, kłusownicy, a także górnicy, którzy w XVIII wieku na jego północno-zachodnim grzebieniu wydobywali miedź. Pierwsze zimowe wejście odnotowano 3 grudnia 1911 r., dokonali go Lajos Rokfalusy i Gyula Hefty. Szlak na szczyt wybudowano w latach 1911–1912.

## Szlaki turystyczne
– żółty szlak turystyczny o umiarkowanej trudności (kilka miejsc eksponowanych ubezpieczonych łańcuchami) od przystanku autobusowego Kežmarská Biela voda przy Drodze Wolności przez Schronisko nad Zielonym Stawem. Suma podejść: 1330 m. Czas przejścia: 5:30 h, ↓ 4:45 h.
Przy zejściu ze szczytu należy uważać, aby nie przeoczyć wąskiej i niepozornej szczerbiny, w której ścieżka przechodzi na drugą stronę grani. Często zdarzają się tutaj pomyłki. Turyści, zamiast przejść tą szczerbiną na wschodnią stronę grani, idą dalej granią w kierunku Kołowego Szczytu. Łatwo się pomylić, gdyż wiedzie tam dobrze przez turystów wydeptana ścieżka, jednak prowadzi ona do miejsca, skąd zejść do Doliny Jagnięcej się nie da, gdyż grań jest tam stromo podcięta i należy wrócić.